# Zenny de Azevedo
Zenny de Azevedo zwany Algodão (ur. 1 marca 1925 w Rio de Janeiro, zm. 10 marca 2001 tamże) – brazylijski koszykarz.

## Igrzyska Olimpijskie
W 1948 i 1960 roku na letnich igrzyskach olimpijskich w Londynie oraz letnich igrzyskach olimpijskich w Rzymie zdobył brązowy medal.

## Mistrzostwa świata
W 1954 roku na mistrzostwach świata w koszykówce w Rio de Janeiro zdobył srebrny medal. W 1959 roku na mistrzostwach świata w koszykówce Santiago zdobył złoty medal. 

## Igrzyska Panamerykańskie
W 1951, 1955 i 1959 roku na Igrzyskach Panamerykańskich zdobył brązowy medal.